# Abako
Abako är ett arkitektkontor i Göteborg. Abako har bland annat ritat Vagnhallen Rantorget i Gårda, den första byggnad i Göteborg som mottog Kasper Salin-priset. Abako fick även pris ur Per och Alma Olssons fond för Vagnhallen Rantorget 1986 vilket de även fick för Brf Moränåsen 1990.
Abako grundades 1973 av en grupp arkitekturstudenter som en följd av den höga arbetslösheten under en pågående byggkris. Genombrottet kom 1976 med tävlingsförslaget för Kungstorgets omdaning. Under 1980-talet ritade Abako flera originella parkeringshus, bland annat vid Sahlgrenska sjukhuset och P-Arken.
Bland tidigare medarbetare hör Bengt Wallin, Clas Dreijer och Leo Papini.